# Denisonia maculata
Denisonia maculata, conocida como serpiente ornamental es un pequeño elápido que se encuentra en la Cuenca Bowen de Queensland, Australia. Las serpientes ornamentales crecen hasta unos 0,40 metros de longitud y parecen ser principalmente comedoras de ranas. Son nocturnas y se cree que se refugian en las grietas del suelo durante el día. Tienden a encontrarse en áreas de suelos aluviales profundamente agrietados. Si bien generalmente no se considera peligrosa para los humanos, las mordeduras de esta especie pueden causar hinchazón localizada y pérdida del conocimiento. Las muestras grandes deben tratarse con precaución.

## Estado de la población
La especie que vive en el noreste de Australia (Queensland) está particularmente amenazada por incendios voluntarios y en parte de su territorio por un gran proyecto minero (proyecto para la mina más grande del mundo, en gran parte a cielo abierto) que podría establecerse casi en el corazón de su rango y operan de 60 a 90 años.
El 5 de agosto de 2015, el tribunal australiano rechazó los acuerdos alcanzados entre el ministro de Medio Ambiente del Gobierno Federal Australiano y el promotor del proyecto (el grupo indio Adani Group), por considerar que el ministro y su gobierno no habían respetado ley ambiental federal relativa a especies protegidas recordada por su ministerio, en particular en relación con dos especies: esta serpiente (que está clasificada como 'vulnerable' en la lista roja de especies amenazadas de la UICN), y el eslizón de Yakka, otra especie endémica (pequeño saurio) también típico de esta región y sus entornos. Esta omisión por parte del gobierno de tener en cuenta la sección 487 (2) de la ley conocida como 'Ley EPBC' para la Protección del Medio Ambiente y la Ley de Biodiversidad) ha sido fuente de una importante controversia política (Vigilante lawfare)· y llevó al ministerio a reconsiderar su propuesta. Sin embargo, el Primer Ministro que acusó a los ecologistas y asociaciones protectoras de la naturaleza de “sabotaje” del proyecto finalmente reautorizó este proyecto minero, recordando ciertas condiciones de respeto por el medio ambiente.